# Dietisalvi di Speme
Dietisalvi di Speme (...) est un peintre italien actif à  Sienne de 1250 à 1291.

## Biographie
Dietisalvi di Speme est engagé principalement comme peintre de Tavolette di Biccherna. Selon la documentation il en aurait peint 56 dont il en reste seulement quatre, visibles dans les fonds des archives d'État à Sienne.
Dietisalvi est un précurseur qui a eu de fortes influences sur Coppo di Marcovaldo et Cimabue.

## Œuvres
- Madonna con Bambino e angeli (offertes par la Collection Gallium-Dunn à la pinacothèque de Sienne),
- Madonna col Bambino o Madonna del voto,
- La Madonna di San Bernardino (Pinacothèque de Sienne)
- Crucifixion (Pinacothèque de Sienne)
- Le reliquaire de saint Andrea Gallerani, fait en collaboration avec Guido da Siena.
- Le Camerlingue Ildebrandino Pagliaresi (1264), tavoletta di Biccherna[1].

## Sources
- (it) Cet article est partiellement ou en totalité issu de l’article de Wikipédia en italien intitulé « Dietisalvi di Speme » (voir la liste des auteurs).